# 17-й гвардейский миномётный полк
17-й гвардейский миномётный полк (17 ГМП или 17 гв. минп) — полное наименование: 17-й гвардейский миномётный Черкасский Краснознамённый орденов Суворова, Кутузова и Богдана Хмельницкого полк — гвардейское формирование, воинская часть Вооружённых Сил СССР в Великой Отечественной войне.

## История
Полк формировался с 30 января по 28 февраля 1942 года в Москве в 1-м МКАУ (шк. № 367), по штату 08/95. На вооружении установки М-13-16 на СТЗ-5-НАТИ — постановление ГКО№ 726сс от 30.09.1941 года. 23 февраля 1942 года л/с полка принял Присягу.
23.03.1942 года полк дал свой первый залп по живой силе противника в деревнях Нижние Секачи, Нижнее Красное и Болошки, находясь в составе 4-й ударной армии Калининского фронта. 
В апреле 1943 года полк вышел в резерв и на переформирование. 
В августе 1943 года полк вошёл в состав 52-й армии Воронежского фронта. где участвовал в  Черниговско-Полтавской наступательной операции и  Черкасской наступательной операции.  
14 декабря 1943 года, в результате напряжённых боёв овладели крупным экономическим центром Украины городом Черкассы — важным узлом обороны немцев на правом берегу Днепра. а полку было присвоено почётное наименование — «Черкасский». 
В январе 1944 года 17 гв. минп участвовал в  Кировоградской наступательной операции и  Корсунь-Шевченковской наступательной операции.
Весной 1944 года полк участвовал в  Уманско-Ботошанской операции.
В августе 1944 года полк участвовал в Ясско-Кишинёвской стратегической операции, в Бухарестско-Арадской операции.
В октябре 1944 войска полк участвовал в Дебреценской операции. Затем участвовал в Будапештской стратегической операции.
В марте-апреле 1945 года войска левого крыла 2-го Украинского фронта, где участвовал полк, была проведена стратегическая Венская операция, во взаимодействии с 3-м Украинским фронтом завершили взятие Венгрии, освободили значительную часть Чехословакии, восточные районы Австрии, её столицу Вену.
6-11 мая 1945 года 17 гв. минп в составе 2-го Украинского фронта принял участие в Пражской стратегической операции, в ходе которой завершился разгром германских вооружённых сил, полностью освобождена Чехословакия. 10 мая соединения левого крыла фронта, развивая наступление, встретились с американскими войсками в районах Писек и Ческе-Будеевице.

## Состав
- штаб полка
- 219-й отдельный гвардейский миномётный дивизион / 1 гвардейский миномётный дивизион

- 220-й отдельный гвардейский миномётный дивизион / 2 гвардейский миномётный дивизион
- 221-й отдельный гвардейский миномётный дивизион / 3 гвардейский миномётный дивизион

## Подчинение
В действующей армии: 17.03.1942 — 21.04.1943 и 25.08.1943—11.05.1945.
| Дата            | Фронт (округ)            | Армия             | Корпус | Дивизия | Примечания                                                 |
| --------------- | ------------------------ | ----------------- | ------ | ------- | ---------------------------------------------------------- |
| 01.01.1942 года | Московский военный округ |                   |        |         |                                                            |
| 01.02.1942 года | Московский военный округ |                   |        |         |                                                            |
| 01.03.1942 года | Московский военный округ | -                 | -      | -       | на формировании и укомплектовании                          |
| 01.04.1942 года | Калининский фронт        | 4-я ударная армия | -      | -       | -                                                          |
| 01.05.1942 года | Калининский фронт        | 4-я ударная армия | -      | -       | -                                                          |
| 01.06.1942 года | Калининский фронт        | 4-я ударная армия | -      | -       | -                                                          |
| 01.07.1942 года | Калининский фронт        | 4-я ударная армия | -      | -       | -                                                          |
| 01.08.1942 года | Калининский фронт        | 4-я ударная армия | -      | -       | -                                                          |
| 01.09.1942 года | Калининский фронт        | 4-я ударная армия | -      | -       | -                                                          |
| 01.10.1942 года | Калининский фронт        | 4-я ударная армия | -      | -       | -                                                          |
| 01.11.1942 года | Калининский фронт        | 43-я армия        | -      | -       | -                                                          |
| 01.12.1942 года | Калининский фронт        | 4-я ударная армия | -      | -       | 219 гв. миномётный дивизион / 43 армия / Калининский фронт |
| 01.01.1943 года | Калининский фронт        | 4-я ударная армия | -      | -       | 219 гв. миномётный дивизион / 43 армия / Калининский фронт |
| 01.02.1943 года | Калининский фронт        | 4-я ударная армия | -      | -       | 219 гв. миномётный дивизион / 43 армия / Калининский фронт |
| 01.03.1943 года | Калининский фронт        | 4-я ударная армия | -      | -       | 219 гв. миномётный дивизион / 43 армия / Калининский фронт |
| 01.04.1943 года | Калининский фронт        | 4-я ударная армия | -      | -       | -                                                          |
| 01.05.1943 года | Московский военный округ |                   | -      | -       | -                                                          |
| 01.06.1943 года | Московский военный округ |                   | -      | -       | -                                                          |
| 01.07.1943 года | Резерв Ставки            | 52-я армия        | -      | -       | -                                                          |
| 01.08.1943 года | Резерв Ставки            | 52-я армия        | -      | -       | -                                                          |
| 01.09.1943 года | Воронежский фронт        | 52-я армия        | -      | -       | -                                                          |
| 01.10.1943 года | Воронежский фронт        | 52-я армия        | -      | -       | -                                                          |
| 01.11.1943 года | 2-й Украинский фронт     | 52-я армия        | -      | -       | -                                                          |
| 01.12.1943 года | 1-й Украинский фронт     | 38-я армия        | -      | -       | -                                                          |
| 01.01.1944 года | 2-й Украинский фронт     | 52-я армия        | -      | -       | -                                                          |
| 01.02.1944 года | 2-й Украинский фронт     |                   | -      | -       | -                                                          |
| 01.03.1944 года | 2-й Украинский фронт     |                   | -      | -       | -                                                          |
| 01.04.1944 года | 2-й Украинский фронт     |                   | -      | -       | -                                                          |
| 01.05.1944 года | 2-й Украинский фронт     |                   | -      | -       | -                                                          |
| 01.06.1944 года | 2-й Украинский фронт     |                   | -      | -       | -                                                          |
| 01.07.1944 года | 2-й Украинский фронт     |                   | -      | -       | -                                                          |
| 01.08.1944 года | 2-й Украинский фронт     |                   | -      | -       | -                                                          |
| 01.09.1944 года | 2-й Украинский фронт     |                   | -      | -       | -                                                          |
| 01.10.1944 года | 2-й Украинский фронт     | -                 | -      | -       | -                                                          |
| 01.11.1944 года | 2-й Украинский фронт     | -                 | -      | -       | -                                                          |
| 01.12.1944 года | 2-й Украинский фронт     | -                 | -      | -       | -                                                          |
| 01.01.1945 года | 2-й Украинский фронт     | -                 | -      | -       | -                                                          |
| 01.02.1945 года | 2-й Украинский фронт     |                   | -      | -       | -                                                          |
| 01.03.1945 года | 2-й Украинский фронт     |                   | -      | -       | -                                                          |
| 01.04.1945 года | 2-й Украинский фронт     |                   | -      | -       | -                                                          |
| 01.05.1945 года | 2-й Украинский фронт     | -                 | -      | -       | -                                                          |

## Награды и наименование
| Награды / Наименование                 | Дата       | За что получена |
| -------------------------------------- | ---------- | --- |
| Гвардейский                            | 30.01.1942 | При формировании |
| Почётное наименование «Черкасский»     | 14.12.1943 | За освобождение г. Черкассы. |
| Орден Красного Знамени                 | 8.04.1944  | За образцовое выполнение заданий командования при форсировании Днестра, овладении городом и важным железнодорожным узлом Бельцы, выход на государственную границу и проявленные при этом доблесть и мужество            |
| орден Богдана Хмельницкого 2-й степени | 15.09.1944 | За образцовое выполнение заданий командования в боях с немецкими захватчиками, за овладение городом Яссы и проявленные при этом доблесть и мужество                                                                     |
| орден Суворова 3-й степени             | 28.05.1945 | За образцовое выполнение заданий командования в боях с немецкими захватчиками при овладении городом Брно и проявленные при этом доблесть и мужество                                                                     |
| орден Кутузова 3-й степени             | 17.05.1945 | За образцовое выполнение заданий командования в боях с немецкими захватчиками при прорыве обороны немцев и овладении городами Комарно, Новы Замки, Шураны, Комьятице, Врабле и проявленные при этом доблесть и мужество |

## Командиры
- подполковник Макаров Александр Леонтьевич (с 1 по 11.1942, с 1944 — ком-р 6 ГМД), майор / подполковник Беличенко Иван Наумович[5] (с 1.1943, умер от ран — 3.09.1944), подполковник Кислый Игорь Антонович (с сен. 1944); полковник Дорохов Степан Дмитриевич (с 1946 г.);
- замком — майор Щербин Сергей Леонтьевич (8.1944, с 1.1945 — ком-р 324 ГМП);
- зам. по тех — воен.тех 1 ранга Пронин Павел Антонович (1942), капитан Козлов Пётр Иванович (1944);
- нач. штаба: майор Филимонов Аркадий Михайлович (с 4.1942, в 9.1942 — врид ком-ра полка, в 7.1943 — НШ 26 ГМБр), майор Рудин Михаил Григорьевич (с 1944);
- военком — ст. бат. комиссар Крячков Иван Иванович (4.1942), майор Парфёнов Пётр Михайлович (1944), врио п/п Михайлов Н. (5.1945);
- помощник начальника штаба по разведке — капитан Арбатов Георгий Аркадьевич.

Командиры дивизионов:
- 219-й гв. мин. д-н / 1 — капитан / майор Денисов А. Г. (с 1.1942), майор Поляков Аркадий Николаевич (с 9.1943); нш д-на ст. л-т Ильин Николай Борисович (1.1943, в 1944 — нш 42 д-на 24 ГМП);
- 220-й гв. мин. д-н / 2 — капитан Танский Николай Павлович (с 1.1942, с 1943 — ком-р 109 огмд, с 7.1943 — ком-р 3 ГМП (3-е фор.)), капитан / майор Чванов Андрей Никифорович (с 1942, в 1945 — ком-р 408 гв. оминдн);
- 221-й гв. мин. д-н / 3 — капитан Милютин Пётр Иванович (с 1.1942, с 1943 — НШ 315 ГМП), капитан / майор Румянцев Алексей Иосифович (с 1944); военком ст. политрук Пшеничный В. А. (4.1942, затем в 522 огмд);

## Память
- На территории Велижского района стоят два памятника — две «Катюши». Один памятник — при въезде в город со стороны Смоленска, а второй — в д. Кожеки (установлен в 1977 г.)[4].[9]